# BMW serii 2 Gran Coupe
BMW serii 2 Gran Coupe – samochód osobowy klasy kompaktowej produkowany pod niemiecką marką BMW od 2019 roku. Od 2024 roku produkowana jest druga generacja modelu.

## Pierwsza generacja

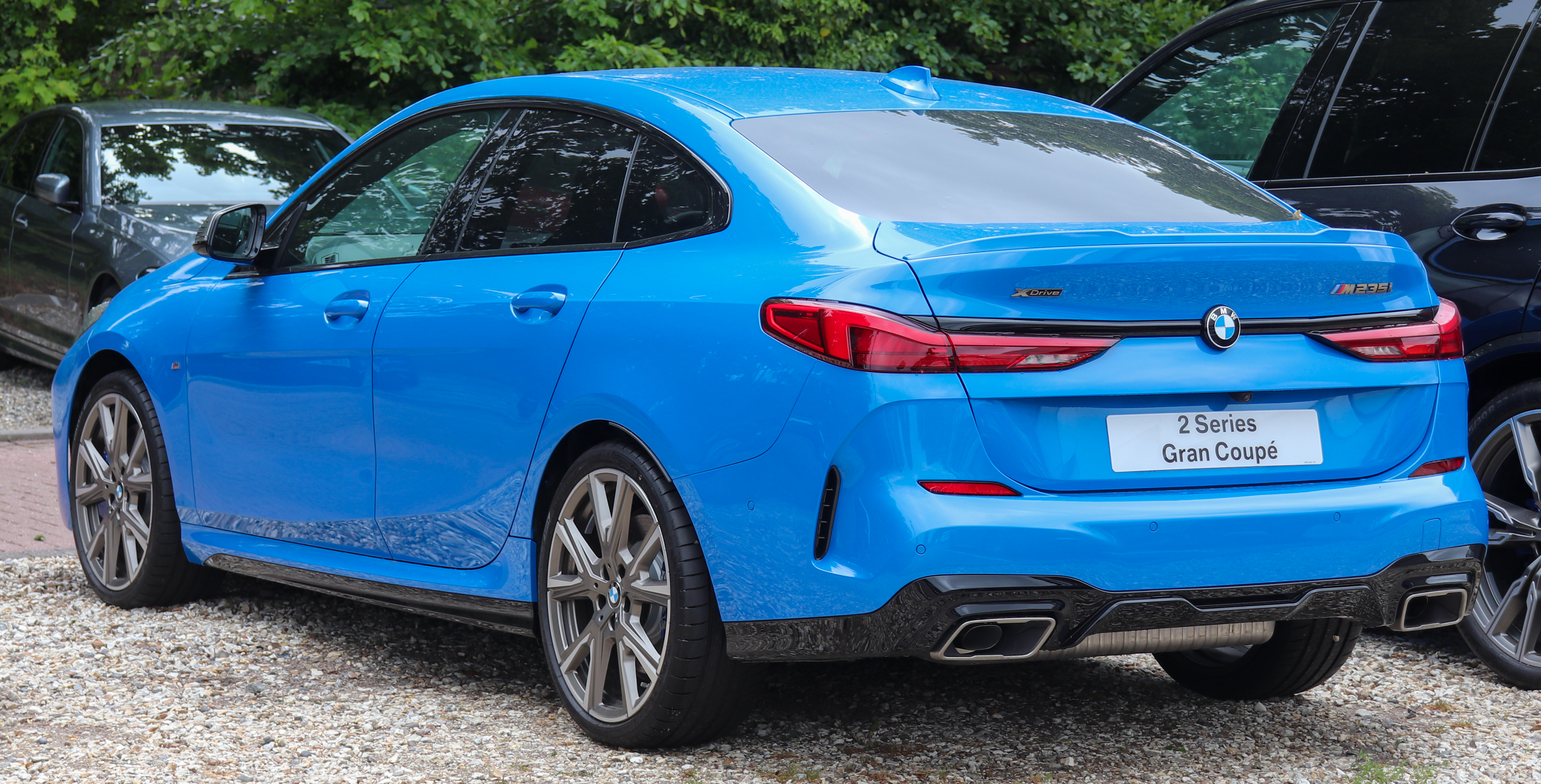
BMW serii 2 Gran Coupe M-Package I - tył

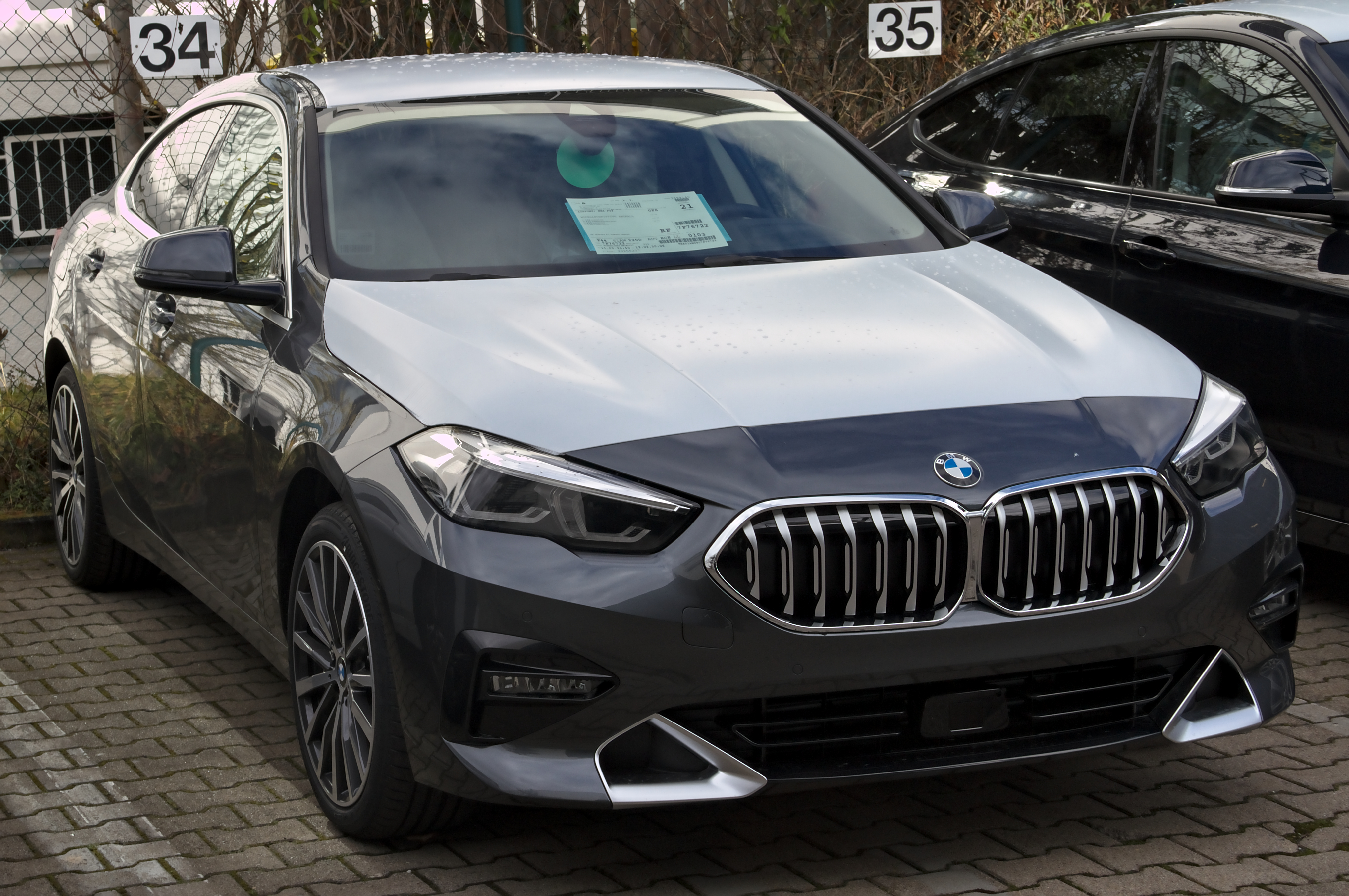
BMW serii 2 Gran Coupe I

Seria 2 Gran Coupe to zupełnie nowy model w ofercie BMW, który został zbudowany na bazie trzeciej generacji Serii 1 przedstawionej wiosną 2019 roku i otrzymał kod fabryczny F44. De facto jest to jego odmiana sedan, która od macierzystego modelu odróżnia się inaczej stylizowanymi reflektorami, mniejszą atrapą chłodnicy przestylizowanym zderzakiem, trójbryłową karoserią, dłuższym nadwoziem i innymi proporcjami bryły. Podobnie jak w przypadku innych modeli w gamie BMW, które reklamowane są pod marketingowym terminem "coupe", Seria 2 Gran Coupe będzie wyróżniać się z tyłu wąskimi, podłużnymi lampami biegnącymi przez większą część pasa tylnego.
Oficjalne informacje na temat modelu przedstawiono w październiku 2019 roku, kiedy to też producent potwierdził, że wbrew spekulacjom Seria 2 Gran Coupe jest sedanem, a nie liftbackiem. Produkcja samochodu ruszyła w listopadzie 2019 roku.

### Silniki

#### Benzynowe
- 218i 1.5l Turbo 138 KM
- 228i xDrive 2.0l Turbo 228 KM
- M235i xDrive 2.0l Turbo 306 KM[5]

#### Wysokoprężne
- 220d 2.0l Turbo 188 KM

## Druga generacja

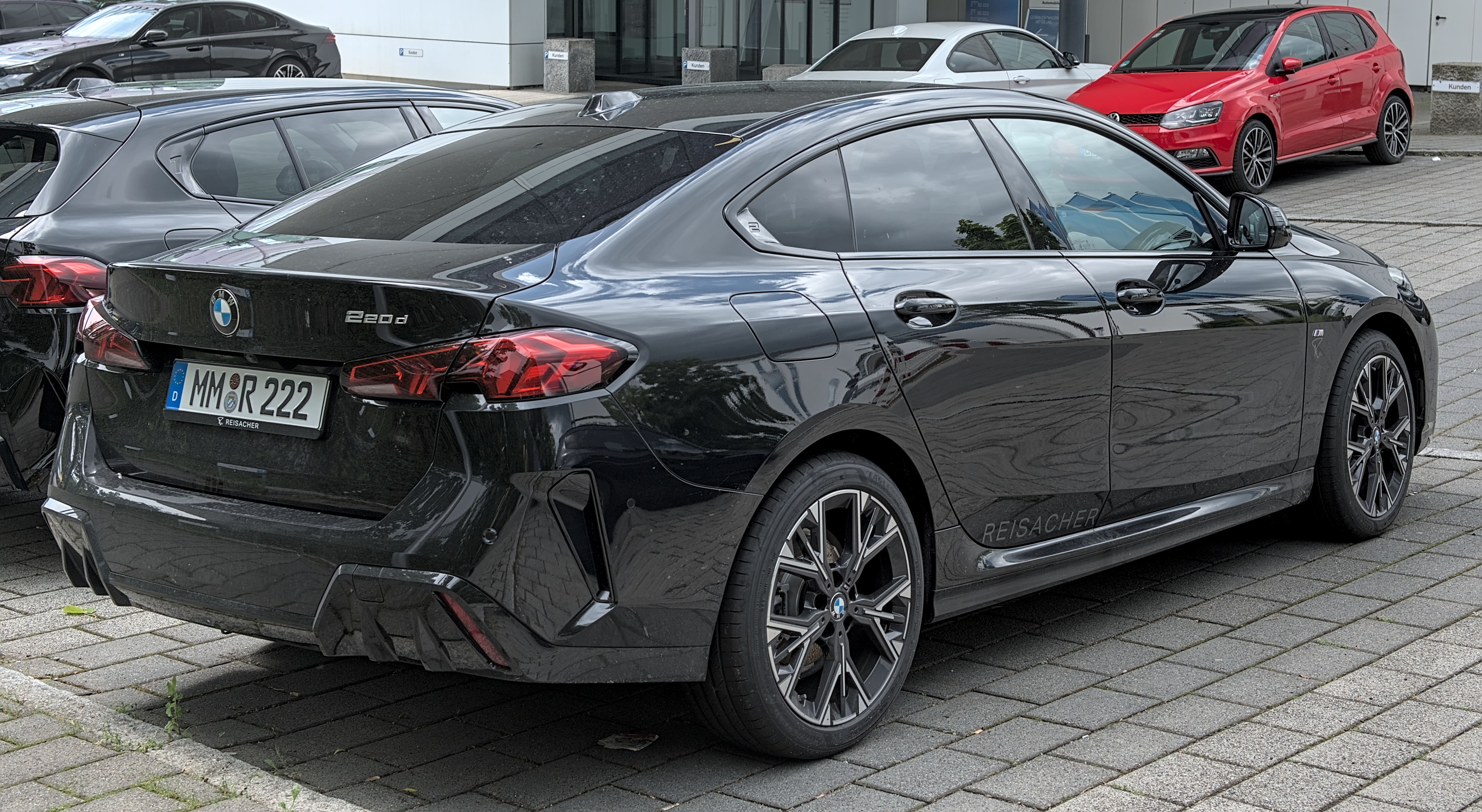
BMW serii 2 Gran Coupe II (F74) - tył

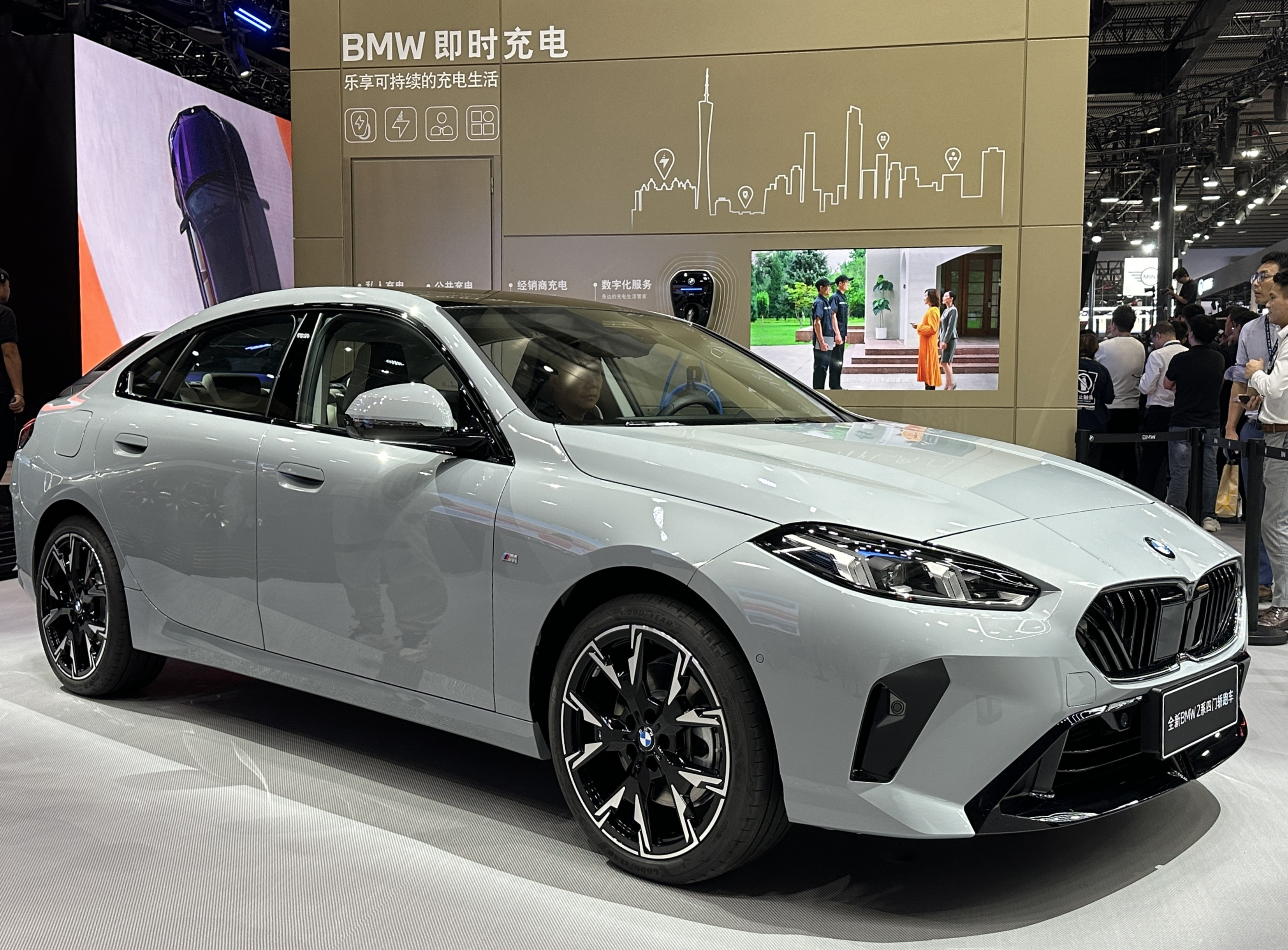
chińskie BMW (F78)

BMW serii 2 Gran Coupe II zostało zaprezentowane po raz pierwszy pod koniec 2024 roku.
Samochód otrzymał kod fabryczny F74. Pojazd został zbudowany na bazie czwartej generacji Serii 1 zaprezentowanej w czerwcu 2024 roku. De facto nie jest to nowy model, lecz tylko gruntowny lifting poprzednika. W ofercie znalazła się również wydłużona odmiana przeznaczona na rynek chiński o kodzie fabrycznym F78. Sprzedaż modelu w Europie rozpoczęła na początku 2025 roku. 

### Silniki

#### Benzynowe
- 216 5,9 - 6l 122KM
- 220 5,2,-5,4l 170 KM
- 223 xDrive 5,2l 218 KM
- M235 xDrive 7,5l 300 KM

#### Wysokoprężne
- 218d 4,6l 150 KM
- 220d 4,2l 163 KM